# Fontcouverte (Charente-Maritime)
Pour les articles homonymes, voir Fontcouverte.
Fontcouverte est une commune française située dans le département de la Charente-Maritime en région Nouvelle-Aquitaine.
C'est une commune résidentielle et encore très boisée, située aux portes de Saintes, et dont l'urbanisation linéaire l'a unie au nord de la ville voisine l'intégrant à son agglomération.

## Géographie

### Situation
La commune de Fontcouverte se situe dans le centre-est du département de la Charente-Maritime, en région Nouvelle-Aquitaine, dans l'ancienne province de Saintonge. Elle appartient au Midi de la France —  plus précisément au « Midi atlantique ».
Située au nord de Saintes dont elle est distante de quelques kilomètres, Fontcouverte est devenue une commune urbaine, formant progressivement la banlieue résidentielle nord de Saintes.
De grands espaces boisés préservés dans les parties vallonnées de la commune lui ont permis d'aménager de nombreux sentiers de randonnée, ainsi que le terrain de golf de Haumont qui est depuis 1983 le terrain de golf municipal de la ville de Saintes.
Le GR 4 qui va de Royan à Grasse traverse la commune.

### Communes limitrophes
Les communes limitrophes sont  Bussac-sur-Charente, Chaniers, La Chapelle-des-Pots, Le Douhet, Saintes et Vénérand.
| Bussac-sur-Charente | Le Douhet    | Vénérand             |
| Saintes             | Fontcouverte | La Chapelle-des-Pots |
|                     | Chaniers     |                      |

### Géologie et relief
La superficie de la commune est de 11,58 km2 ; son altitude varie de 2  à   81 mètres. 

### Hydrographie

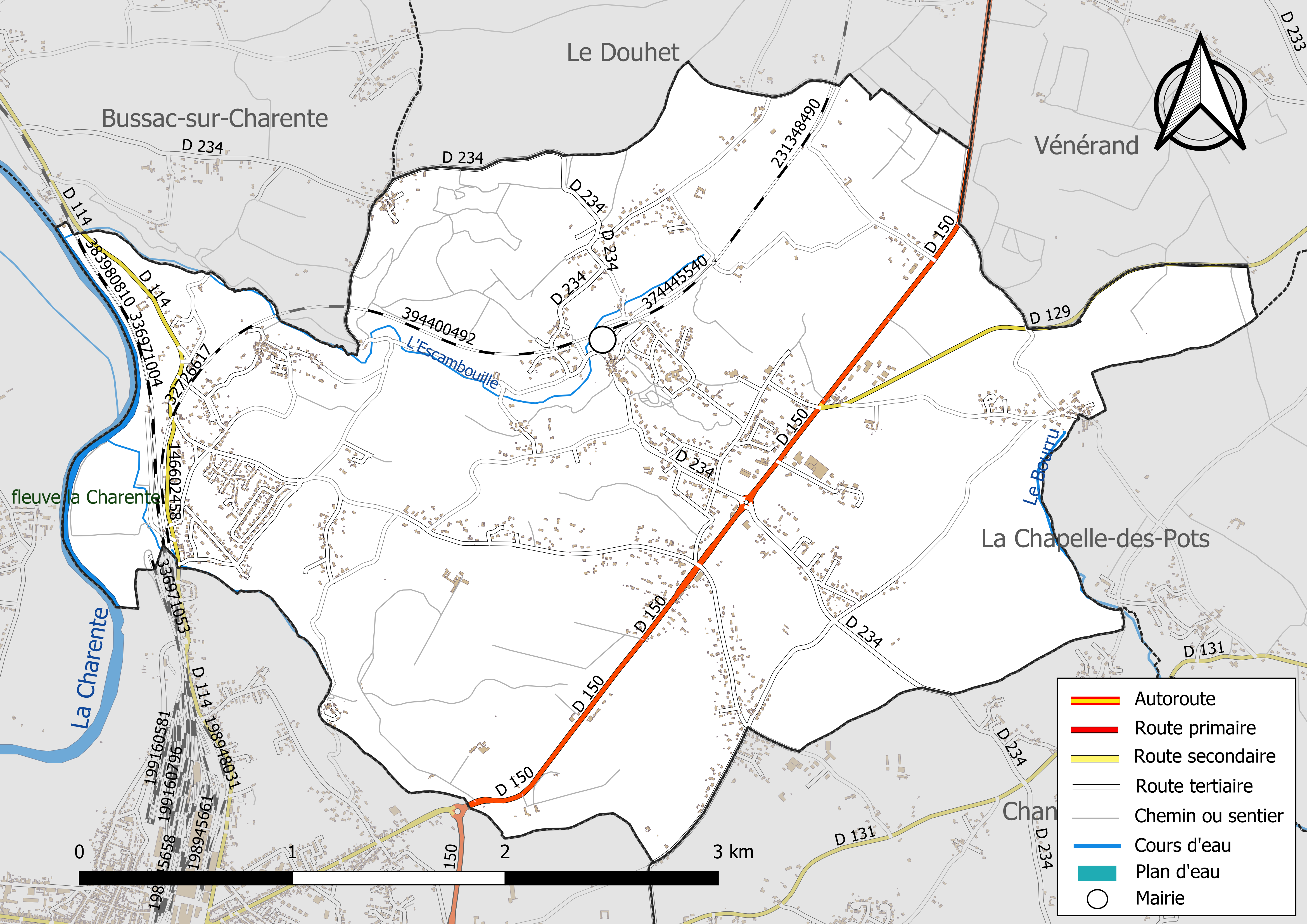
Carte hydrographique de la commune.

La commune de Fontcouverte est limitée dans sa partie sud-ouest par le lit de la Charente. Elle est également drainée par son affluent, le ruisseau de l'Escambouille (prononcer Écambouille) qui traverse le bourg même de Fontcouverte et la sépare de la commune voisine de Bussac-sur-Charente.

### Milieux naturels et biodiversité
La commune dispose de plusieurs ZNIEF :

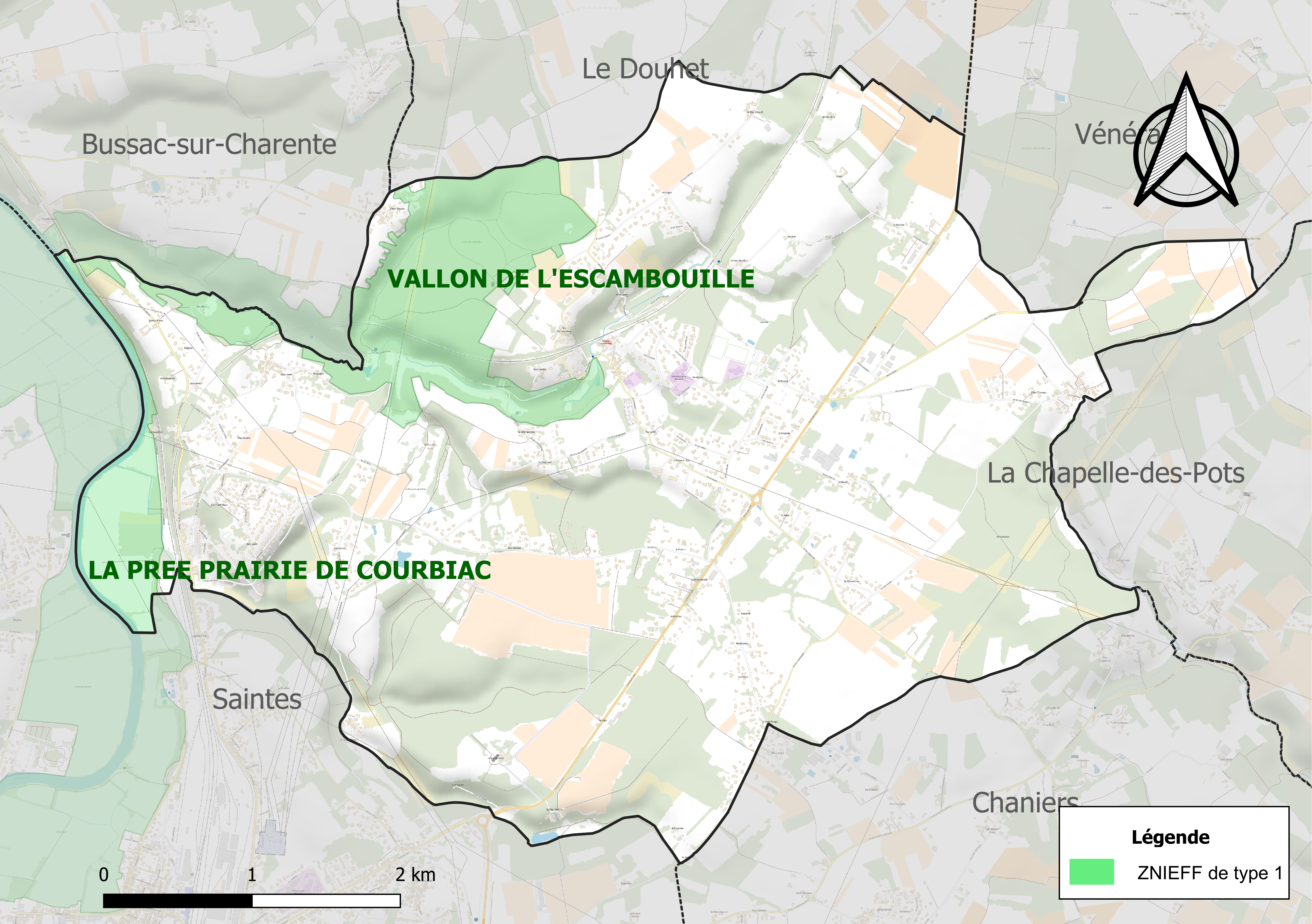
Carte des ZNIEFF de type I.
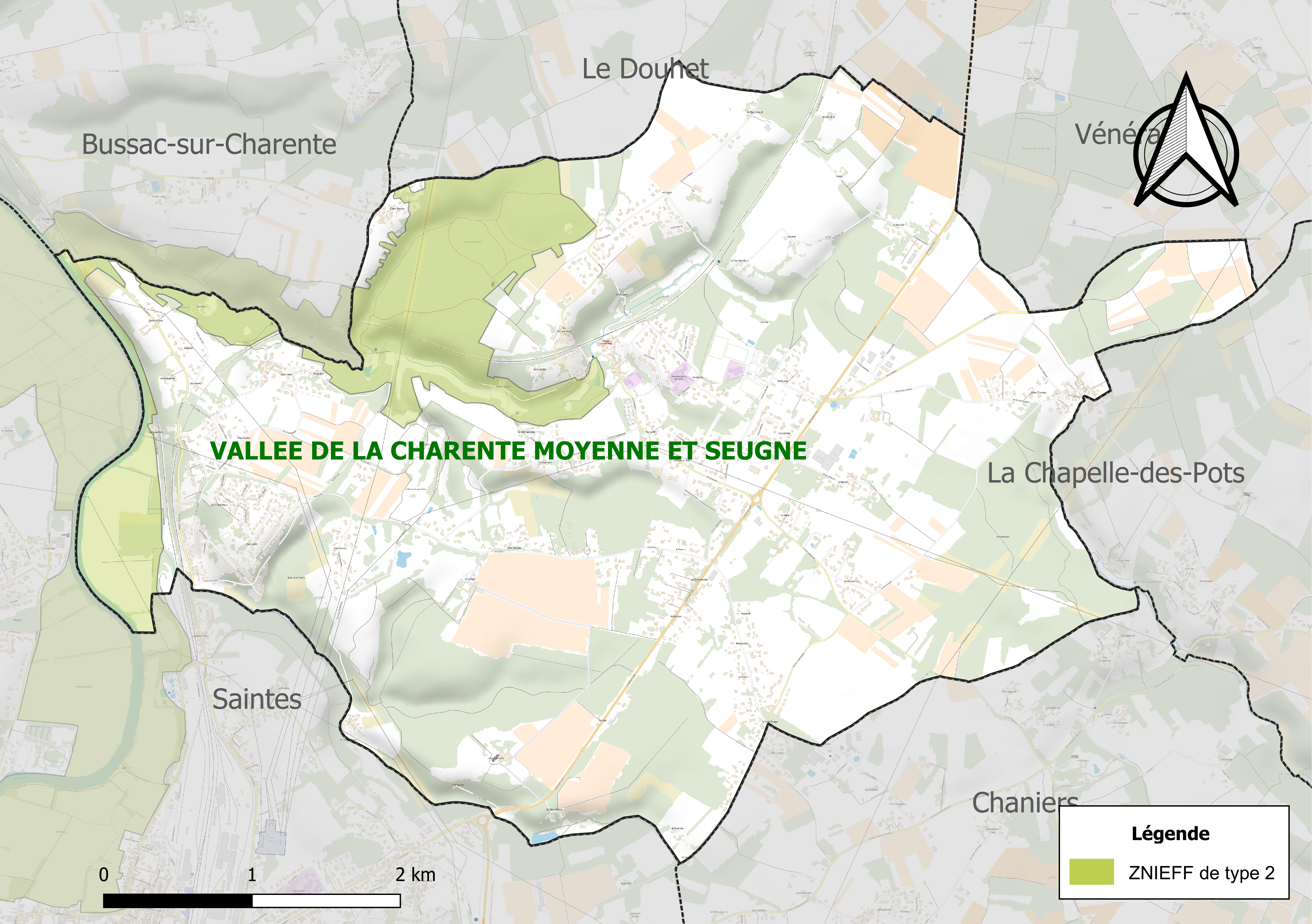
Carte des ZNIEFF de type 2.

## Urbanisme

### Typologie
Au 1er janvier 2024, Fontcouverte est catégorisée commune rurale à habitat dispersé, selon la nouvelle grille communale de densité à 7 niveaux définie par l'Insee en 2022.
Elle appartient à l'unité urbaine de Saintes, une agglomération intra-départementale dont elle est une commune de la banlieue,. 
Par ailleurs la commune fait partie de l'aire d'attraction de Saintes, dont elle est une commune de la couronne,. Cette aire, qui regroupe 62 communes, est catégorisée dans les aires de 50 000 à moins de 200 000 habitants,.

### Occupation des sols

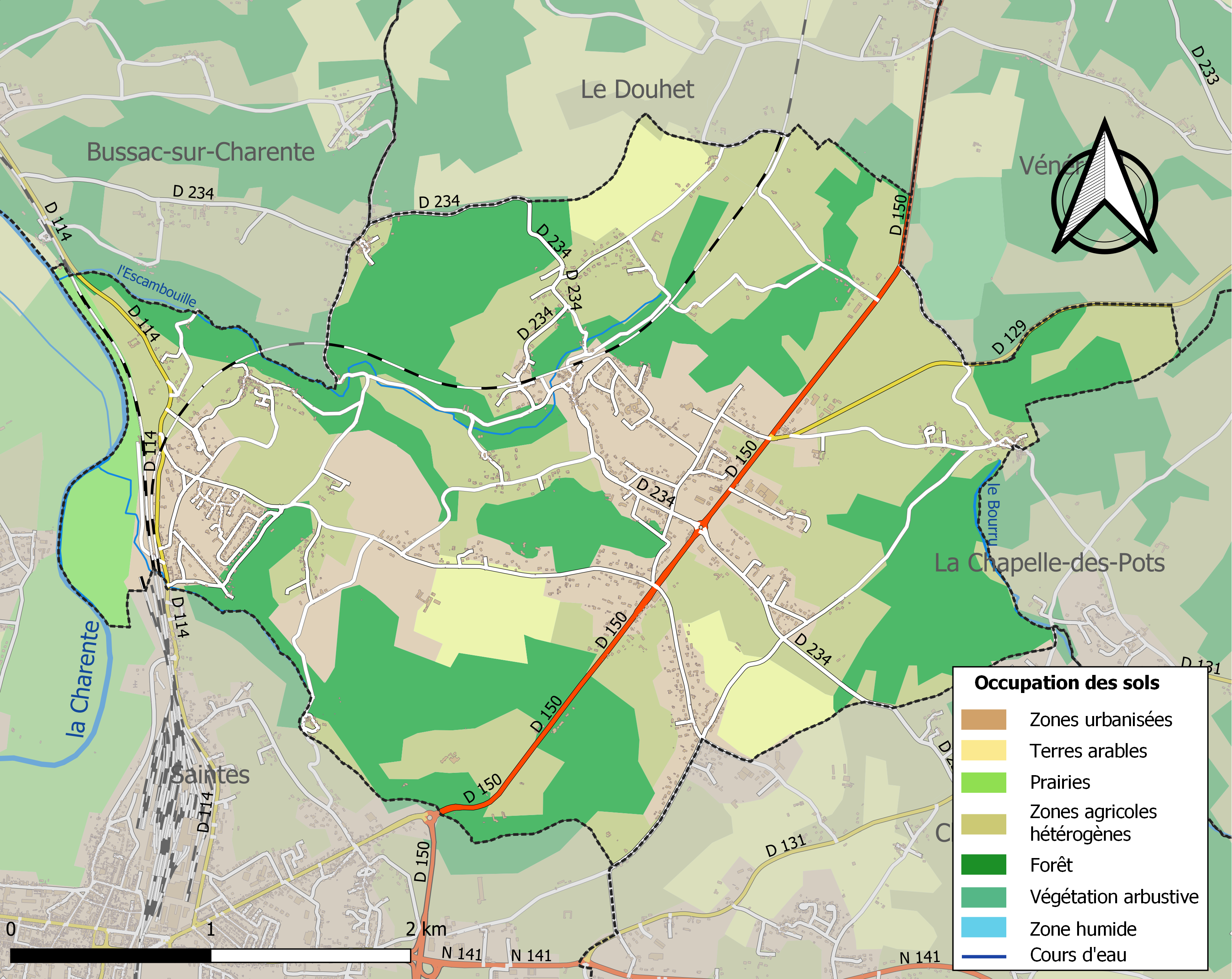
Carte des infrastructures et de l'occupation des sols de la commune en 2018 (CLC).

L'occupation des sols de la commune, telle qu'elle ressort de la base de données européenne d’occupation biophysique des sols Corine Land Cover (CLC), est marquée par l'importance des territoires agricoles (45,9 % en 2018), en diminution par rapport à 1990 (48,5 %). 
La répartition détaillée en 2018 est la suivante : zones agricoles hétérogènes (36,8 %), forêts (34,3 %), zones urbanisées (15,4 %), espaces verts artificialisés, non agricoles (4,4 %), terres arables (4 %), prairies (2,8 %), cultures permanentes (2,4 %). 
L'évolution de l’occupation des sols de la commune et de ses infrastructures peut être observée sur les différentes représentations cartographiques du territoire : la carte de Cassini (XVIIIe siècle), la carte d'état-major (1820-1866) et les cartes ou photos aériennes de l'IGN pour la période actuelle (1950 à aujourd'hui).

### Habitat et logement
En 2021, le nombre total de logements dans la commune était de 1 146, alors qu'il était de 1 088 en 2016 et de 1 031 en 2011. 
Parmi ces logements, 91,9 % étaient des résidences principales, 3,6 % des résidences secondaires et 4,5 % des logements vacants. Ces logements étaient pour 99,4 % d'entre eux des maisons individuelles et pour 0,3 % des appartements. 
Le tableau ci-dessous présente la typologie des logements à Fontcouverte en 2021 en comparaison avec celle de la Charente-Maritime et de la France entière. Une caractéristique marquante du parc de logements est ainsi la faible proportion des résidences secondaires et logements occasionnels (3,6 %) par rapport au département (22,3 %) et à la France entière (9,7 %). 
| Typologie                                               | Fontcouverte | Charente-Maritime | France entière |
| ------------------------------------------------------- | ------------ | ----------------- | -------------- |
| Résidences principales (en %)                           | 91,9         | 70,9              | 82,2           |
| Résidences secondaires et logements occasionnels (en %) | 3,6          | 22,3              | 9,7            |
| Logements vacants (en %)                                | 4,5          | 6,8               | 8,1            |

### Voies de communication et transports
Fontcouverte  est desservie par l'ancienne route nationale 150 (actuelle RD 150) et la RD 114, qui lui donnent un accès aisé à Saintes. 
La commune est traversée par la ligne de Chartres à Bordeaux-Saint-Jean et la ligne de Nantes-Orléans à Saintes, mais la station de chemin de fer la plus proche est la gare de Saintes, desservie par des trains Intercités de l'axe Nantes – Bordeaux et par les trains TER Nouvelle-Aquitaine à destination de Rochefort (ou, au-delà, La Rochelle-Ville voire La Rochelle-Porte-Dauphine), Niort, Angoulême, Bordeaux-Saint-Jean et Royan.

### Risques naturels et technologiques
Le territoire de la commune de Fontcouverte est vulnérable à différents aléas naturels : météorologiques (tempête, orage, neige, grand froid, canicule ou sécheresse), inondations, mouvements de terrains et séisme (sismicité modérée). Il est également exposé à un risque technologique, le transport de matières dangereuses. 
Un site publié par le BRGM permet d'évaluer simplement et rapidement les risques d'un bien localisé soit par son adresse soit par le numéro de sa parcelle.

#### Risques naturels
Certaines parties du territoire communal sont susceptibles d’être affectées par le risque d’inondation par débordement de cours d'eau, notamment la Charente. La commune a été reconnue en état de catastrophe naturelle au titre des dommages causés par les inondations et coulées de boue survenues en 1982, 1993, 1999, 2010 et 2021,.

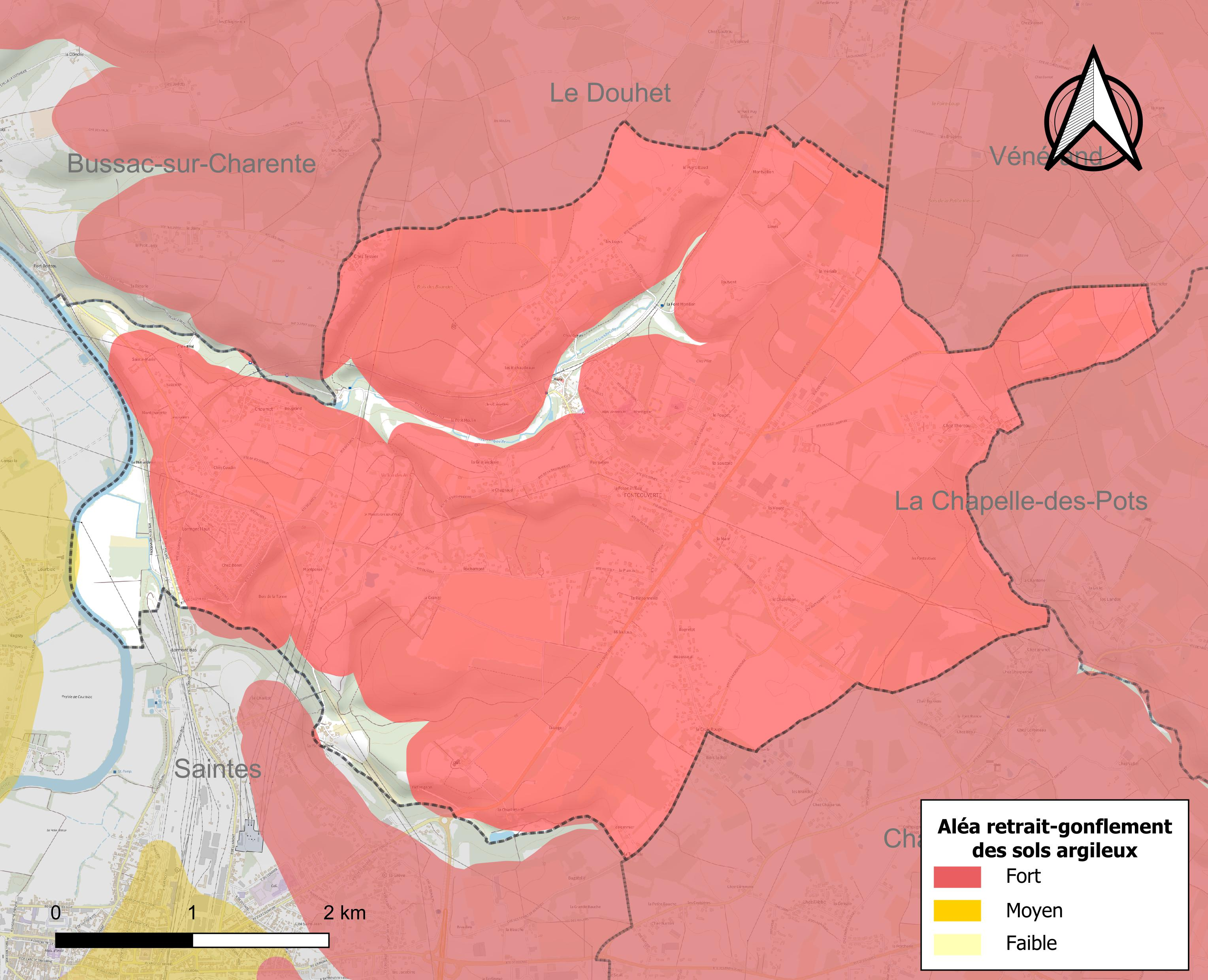
Carte des zones d'aléa retrait-gonflement des sols argileux de Fontcouverte.

Les mouvements de terrains susceptibles de se produire sur la commune sont des affaissements et effondrements liés aux cavités souterraines (hors mines) et des tassements différentiels. Par ailleurs, afin de mieux appréhender le risque d’affaissement de terrain, l'inventaire national des cavités souterraines permet de localiser celles situées sur la commune.
Le retrait-gonflement des sols argileux est susceptible d'engendrer des dommages importants aux bâtiments en cas d’alternance de périodes de sécheresse et de pluie. 91,9 % de la superficie communale est en aléa moyen ou fort (54,2 % au niveau départemental et 48,5 % au niveau national). Sur les 1 118 bâtiments dénombrés sur la commune en 2019, 1 057 sont en aléa moyen ou fort, soit 95 %, à comparer aux 57 % au niveau départemental et 54 % au niveau national. Une cartographie de l'exposition du territoire national au retrait gonflement des sols argileux est disponible sur le site du BRGM,.
Par ailleurs, afin de mieux appréhender le risque d’affaissement de terrain, l'inventaire national des cavités souterraines permet de localiser celles situées sur la commune.
Concernant les mouvements de terrains, la commune a été reconnue en état de catastrophe naturelle au titre des dommages causés par la sécheresse en 1989, 1991, 2003, 2005, 2011 et 2018 et par des mouvements de terrain en 1999 et 2010.

#### Risques technologiques
Le risque de transport de matières dangereuses sur la commune est lié à sa traversée par une ou des infrastructures routières ou ferroviaires importantes ou la présence d'une canalisation de transport d'hydrocarbures. Un accident se produisant sur de telles infrastructures est susceptible d’avoir des effets graves sur les biens, les personnes ou l'environnement, selon la nature du matériau transporté. Des dispositions d’urbanisme peuvent être préconisées en conséquence.

## Toponymie
Du latin fons et copertis, soit la fontaine (source) couverte. Ceci est lié à la présence à proximité du bourg de la source de la Font-Morillon, qui était l'un des points d'approvisionnement de l'Aqueduc de Saintes.

## Histoire
L'« état des paroisses » de 1686, établi par l'évêque de Saintes, alors seigneur de la paroisse de Fontcouverte, recense 129 feux dont la terre produit un peu de grains et un peu de vin. Le bois appartient au seigneur.

## Politique et administration

### Rattachements administratifs et électoraux

#### Rattachements administratifs
La commune se trouve dans l'arrondissement de Saintes du département de la Charente-Maritime.  
Elle faisait partie depuis 1801 du canton de Saintes-Nord. Dans le cadre du redécoupage cantonal de 2014 en France, cette circonscription administrative territoriale a disparu, et le canton n'est plus qu'une circonscription électorale.

#### Rattachements électoraux
Pour les élections départementales, la commune fait partie depuis 2014 du canton de Chaniers.
Pour l'élection des députés, elle fait partie de la troisième circonscription de la Charente-Maritime, qui englobe l'arrondissement de Saint-Jean-d'Angély dans sa totalité et la partie nord de l'arrondissement de Saintes (ancien canton de Burie, ancien canton de Saintes-Est - à l'exception des communes de Colombiers et La Jard -, ancien canton de Saintes-Nord et ancien canton de Saintes-Ouest). .

### Intercommunalité
Fontcouverte  était membre de la communauté de communes du Pays Santon, un établissement public de coopération intercommunale (EPCI) à fiscalité propre et auquel la commune avait transféré un certain nombre de ses compétences, dans les conditions déterminées par le code général des collectivités territoriales.
Conformément aux prescriptions de la loi de réforme des collectivités territoriales du 16 décembre 2010, qui a prévu le renforcement et la simplification des intercommunalités et la constitution de structures intercommunales de grande taille, celle-ci a fusionné avec la communauté de communes Vignobles et Vals boisés du Pays Buriaud pour former, le 1er janvier 2013, la  communauté d'agglomération de Saintes qui a pris en 2023 le nom de Saintes Grandes Rives, l'Agglo, et dont est désormais membre la commune.
En termes de population, Fontcouverte est en est la troisième commune, après Saintes et Saint-Georges-des-Coteaux.
Fontcouverte  se trouve dans le périmètre du pays de Saintonge romane, qui regroupe trois EPCI : 

- la communauté de communes du canton de Gémozac et de la Saintonge Viticole,

- la communauté de communes Cœur de Saintonge,

- et de la communauté d'agglomération de Saintes.

### Liste des maires
| Période                                  | Période                    | Identité              | Étiquette | Qualité |
| ---------------------------------------- | -------------------------- | --------------------- | --------- | --- |
| Les données manquantes sont à compléter. |                            |                       |           | |
|                                          |                            |                       |           | |
| mai 1935                                 | avril 1936                 | Ernest Corbinaud      |           | |
| avril 1936                               | mars 1938                  | Désiré Royer          |           | Démissionnaire |
| mars 1938                                | mars 1943                  | Guy Querouil          |           | Employé à la Banque de France à Saintes Révoqué par le Régime de Vichy                                              |
|                                          |                            |                       |           | |
| mai 1945                                 | octobre 1946               | Guy Querouil          |           | Démissionnaire |
|                                          |                            |                       |           | |
| 2001                                     | mai 2020                   | Jean-Claude Classique | DVD       | Retraité Président de la CA de Saintes (2016 → 2020)                                                                |
| mai 2020                                 | En cours (au 11 mars 2025) | Francis Grellier      |           | Formateur de conseillers commerciaux en assurances Vice-président de la CA Saintes Grandes Rives, l'Agglo (2020 → ) |

## Équipements et services publics

### Enseignement
La commune dispose d'une école maternelle, route de la Sauzaie, et d'une école primaire, route du Bourg, dotées d'une cantine scolaire et d'un accueil  périscolaire.

### Équipements culturels
Fontouverte est équipée d'une médiathèque inaugurée en 2001. À l'origine, il s'agissait d'une bibliothèque associative, créée par des bénévoles. Par la suite, la municipalité a appuyé le projet d'une bibliothèque avec cession d'un local dont le fonds livresque a été enrichi par l'intervention de la Bibliothèque départementale de prêt qui a garni les rayonnages de 600 ouvrages. La bibliothèque a été informatisée et est devenue médiathèque. Actuellement, elle fonctionne avec une vingtaine de bénévoles, et elle est riche d'environ 5 000 ouvrages qui peuvent être empruntés par 630 adhérents.[réf. nécessaire]

## Population et société

### Démographie
Les habitants sont appelés les Fontcouvertois et les Fontcouvertoises.

## Démographie
L'évolution du nombre d'habitants est connue à travers les recensements de la population effectués dans la commune depuis 1793. Pour les communes de moins de 10 000 habitants, une enquête de recensement portant sur toute la population est réalisée tous les cinq ans, les populations de référence des années intermédiaires étant quant à elles estimées par interpolation ou extrapolation. Pour la commune, le premier recensement exhaustif entrant dans le cadre du nouveau dispositif a été réalisé en 2008.

En 2022, la commune comptait 2 313 habitants, en évolution de −2,98 % par rapport à 2016 (Charente-Maritime : +4,04 %, France hors Mayotte : +2,11 %).
| 1793 | 1800 | 1806 | 1821 | 1831 | 1836 | 1841 | 1846 | 1851 |
| ---- | ---- | ---- | ---- | ---- | ---- | ---- | ---- | ---- |
| 558  | 600  | 540  | 609  | 637  | 635  | 691  | 669  | 651  |

| 1856 | 1861 | 1866 | 1872 | 1876 | 1881 | 1886 | 1891 | 1896 |
| ---- | ---- | ---- | ---- | ---- | ---- | ---- | ---- | ---- |
| 642  | 643  | 589  | 635  | 641  | 589  | 606  | 607  | 609  |

| 1901 | 1906  | 1911 | 1921 | 1926 | 1931 | 1936 | 1946 | 1954 |
| ---- | ----- | ---- | ---- | ---- | ---- | ---- | ---- | ---- |
| 613  | 1 184 | 714  | 623  | 612  | 621  | 639  | 721  | 733  |

| 1962 | 1968 | 1975  | 1982  | 1990  | 1999  | 2006  | 2008  | 2013  |
| ---- | ---- | ----- | ----- | ----- | ----- | ----- | ----- | ----- |
| 711  | 719  | 1 106 | 1 706 | 1 962 | 1 892 | 2 082 | 2 135 | 2 390 |

| 2018  | 2022  | - | - | - | - | - | - | - |
| ----- | ----- | - | - | - | - | - | - | - |
| 2 323 | 2 313 | - | - | - | - | - | - | - |

Entre 1999 et 2007, Fontcouverte enregistre une forte croissance démographique, de 217 habitants, soit + 11,5 % en valeurs relatives (+ 1,43 % en données annuelles). En 2007, elle est la 59e commune de la Charente-Maritime sur 472 et la 9e de l'arrondissement de Saintes. Elle fait également partie des 60 communes de plus de 2 000 habitants en Charente-Maritime en 2007.
Étant située dans la première couronne résidentielle de l'aire urbaine de Saintes, Fontcouverte affiche une forte densité de population qui, en 2007, est de 182 hab./km2. Par sa densité de population, elle est l'une des plus densément peuplées de l'arrondissement de Saintes et a même une densité plus de deux fois plus élevée que celle de la Charente-Maritime qui est de 88 hab./km2.
C'est une commune résidentielle très active et recherchée autant pour l'excellence de sa situation géographique, étant aux portes de la ville de Saintes, que pour son cadre de vie particulièrement agréable et varié (sites boisés, sites de vallons, sites de coteaux).

### Sports et loisirs
Le cinquième Trail des Verts, qui a réuni 1 320 coureurs, s'est tenu en mars 2025

## Culture locale et patrimoine

### Lieux et monuments
- Aqueduc romain  Classé MH (1990, 2014)[26]. :

De nombreux vestiges de la période gallo-romaine se situent à Fontcouverte, particulièrement celui de l'aqueduc qui alimentait Mediolanum Santonum datant du Haut Empire romain, probablement du Ier siècle de l'ère chrétienne, et dont d'autres éléments de cet édifice remarquable peuvent être retrouvés au Douhet et à Vénérand. La portion traversant la commune est à découvert, car l'aqueduc traverse la vallée de l'Escambouille. Il est encore possible de retrouver quelques arches - d'où le nom du Vallon des Arcs - dans le terrain de golf de Hautmont.
45° 46′ 08″ N, 0° 36′ 12″ O

Font-Morillon
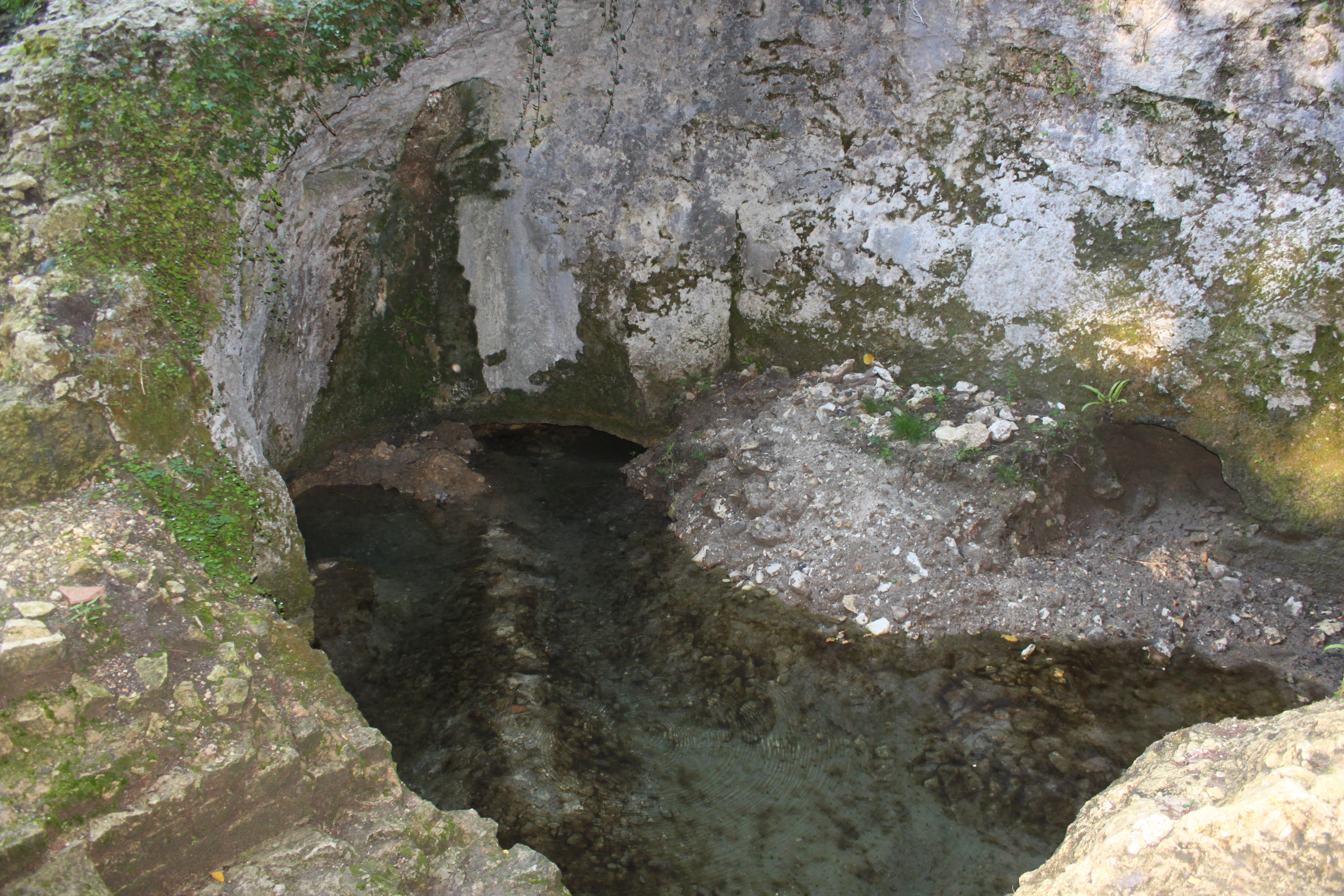
Source de la Font-Morillon, fontaine couverte ayant donné son nom à la commune.
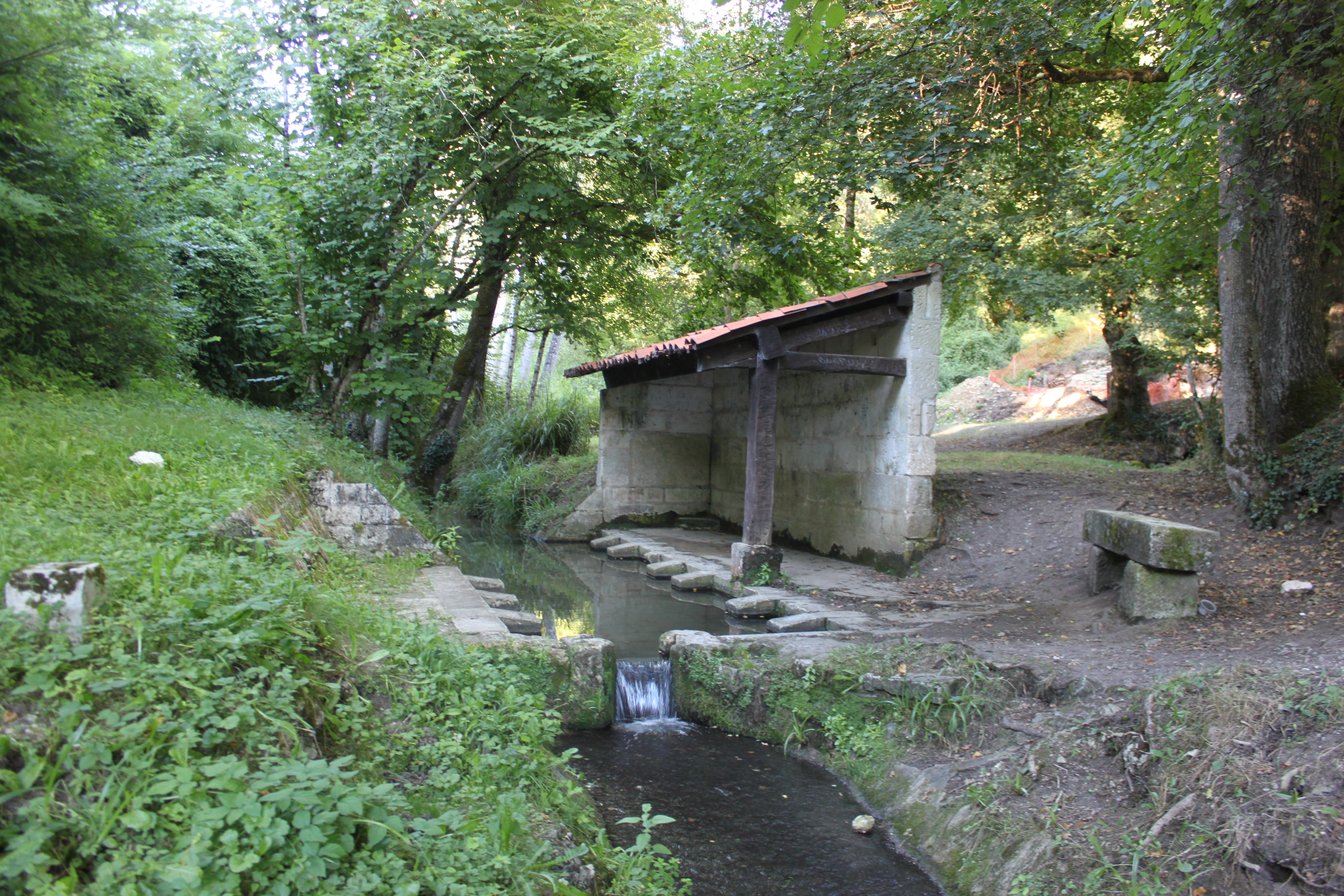
Lavoir de la Font-Morillon.
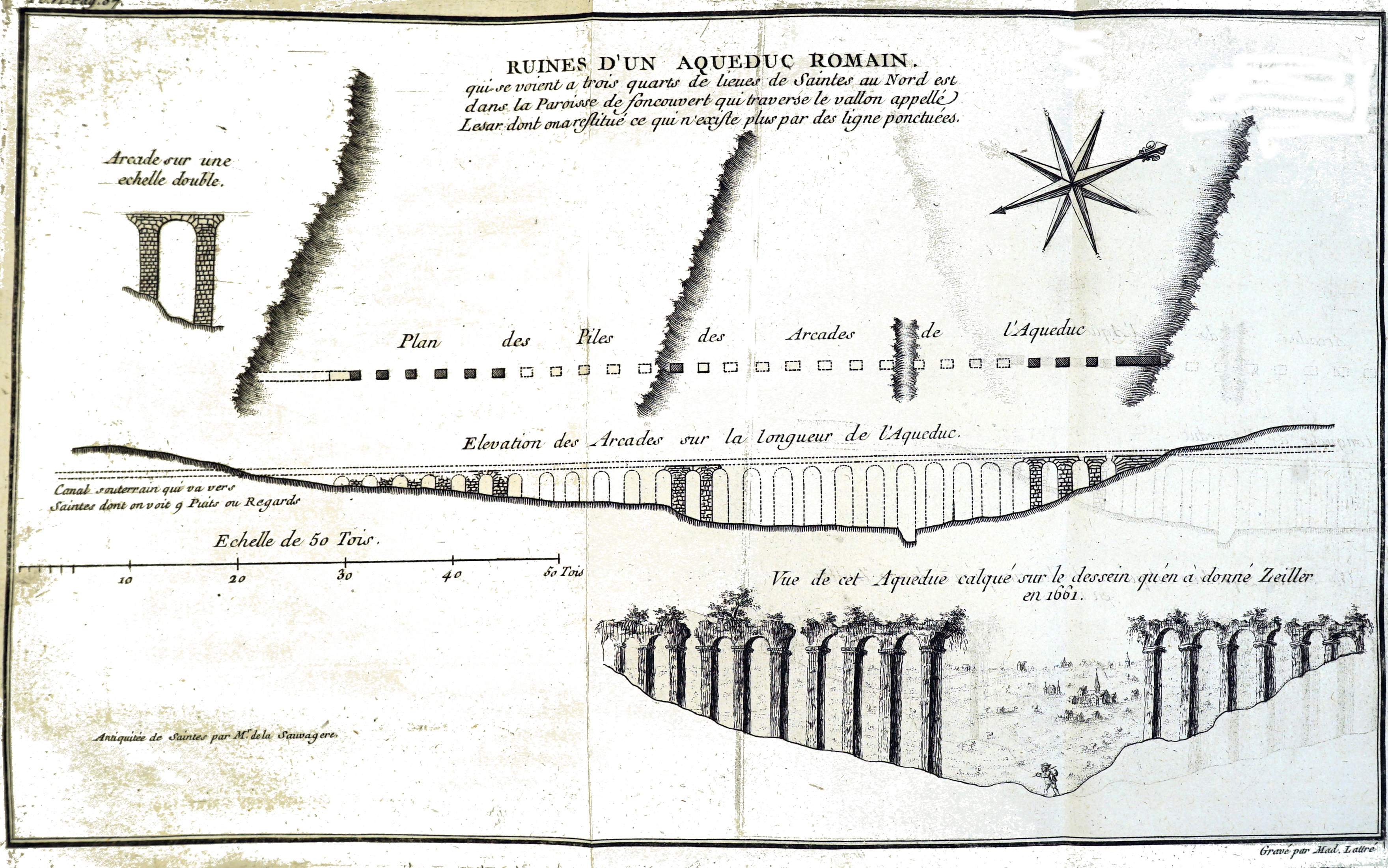
Les piles de l'aqueduc, dessin de 1161 et 1770.

- Site de l'Escambouille :

L'Escambouille est un ruisseau qui traverse la commune du nord-est au sud-ouest. Au pied du promontoire sur lequel l'église Saint-Vivien est construite, le ruisseau alimente un lavoir. Sous l'église, une deuxième source, sortant dans une fontaine couverte, vient grossir le débit du ruisseau.

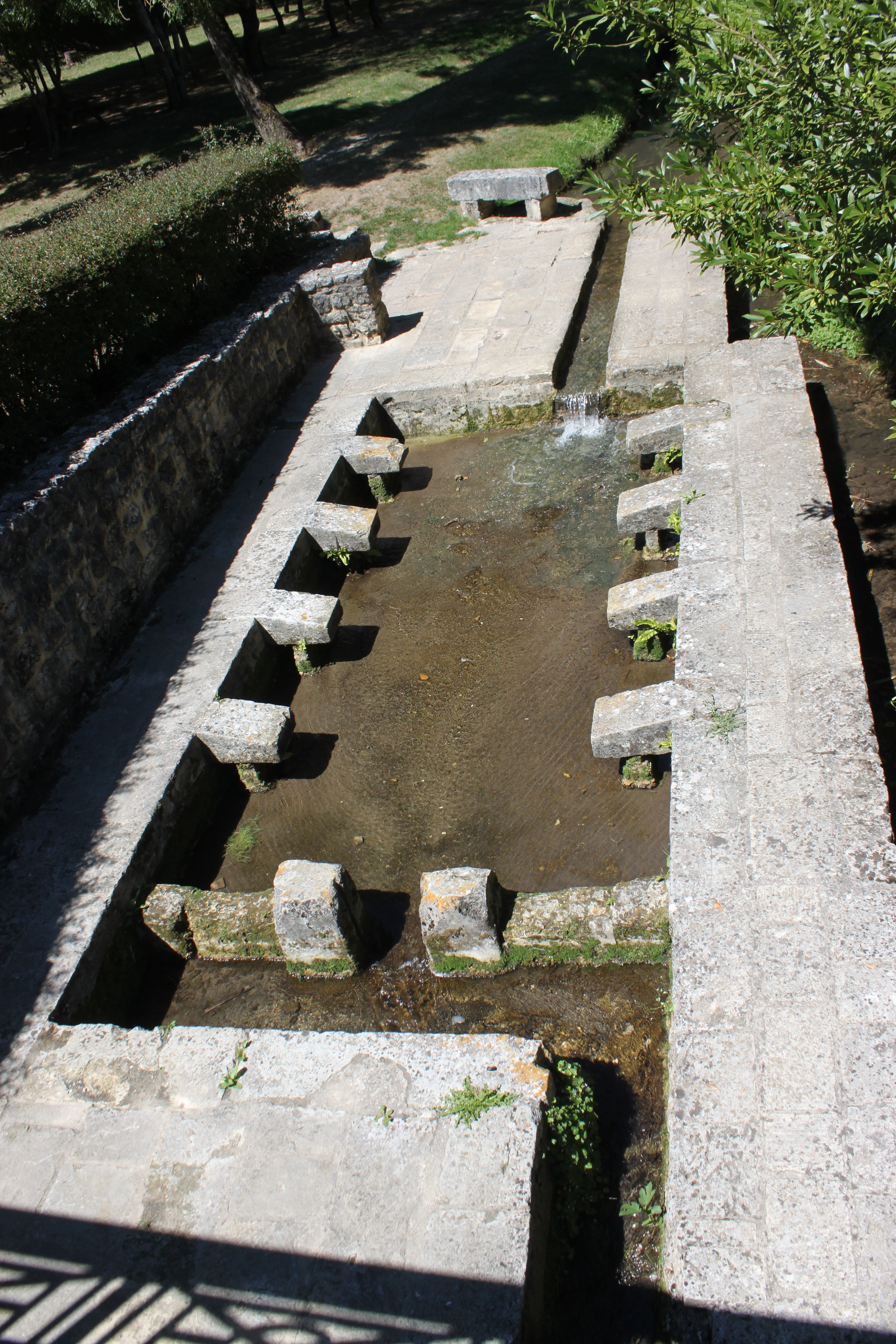
Lavoir.
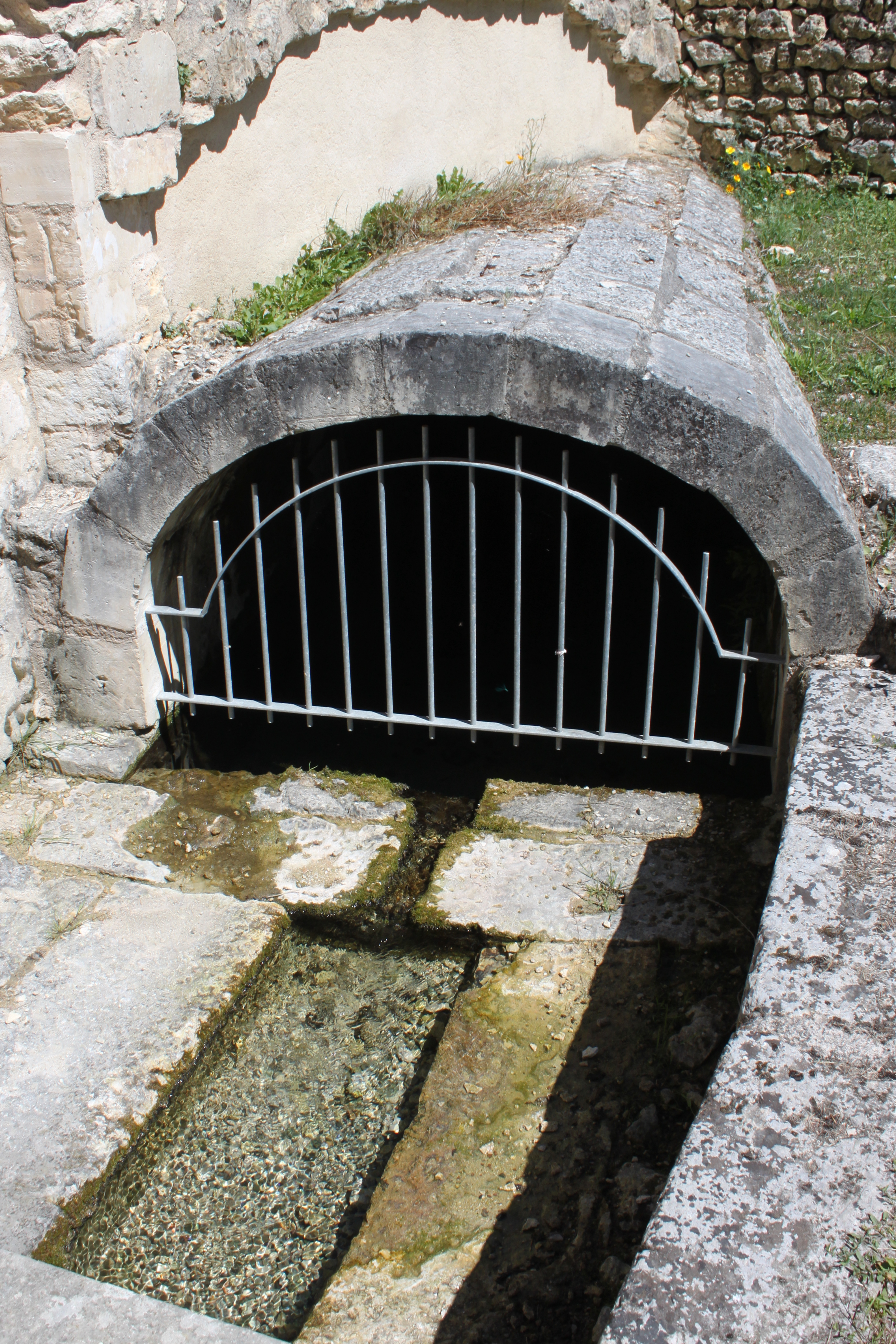
Fontaine.

- Église Saint-Vivien :

Datant du début du XIIe siècle, cette église, dédiée à saint Vivien, est dans un style roman tardif et gothique, mais certains murs sont ceux d'un édifice plus ancien. Elle est inachevée, comme le suggèrent certains éléments extérieurs. Le clocher a été fait au début du XVIIIe siècle.

Saint-Vivien
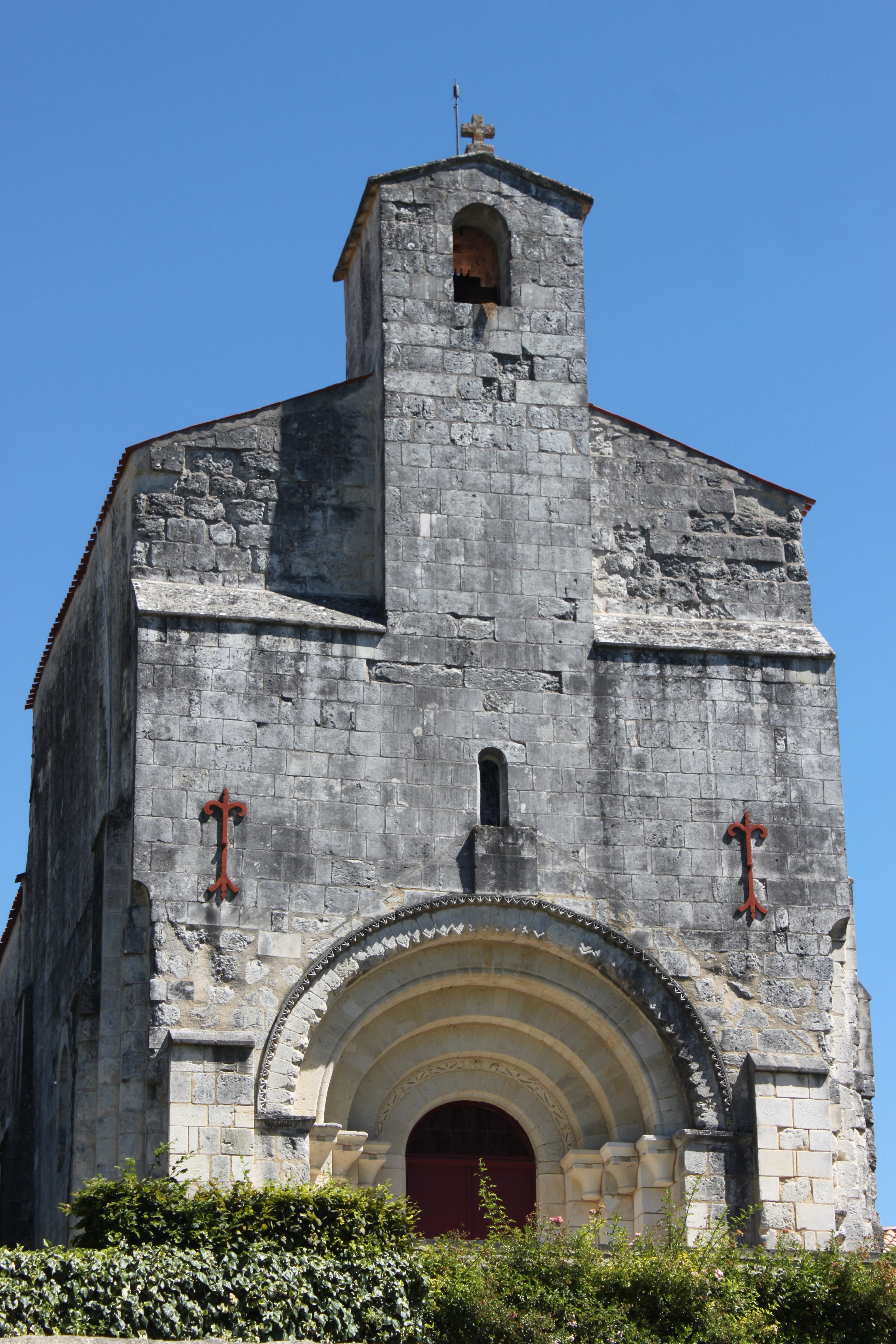
Église Saint-Vivien.
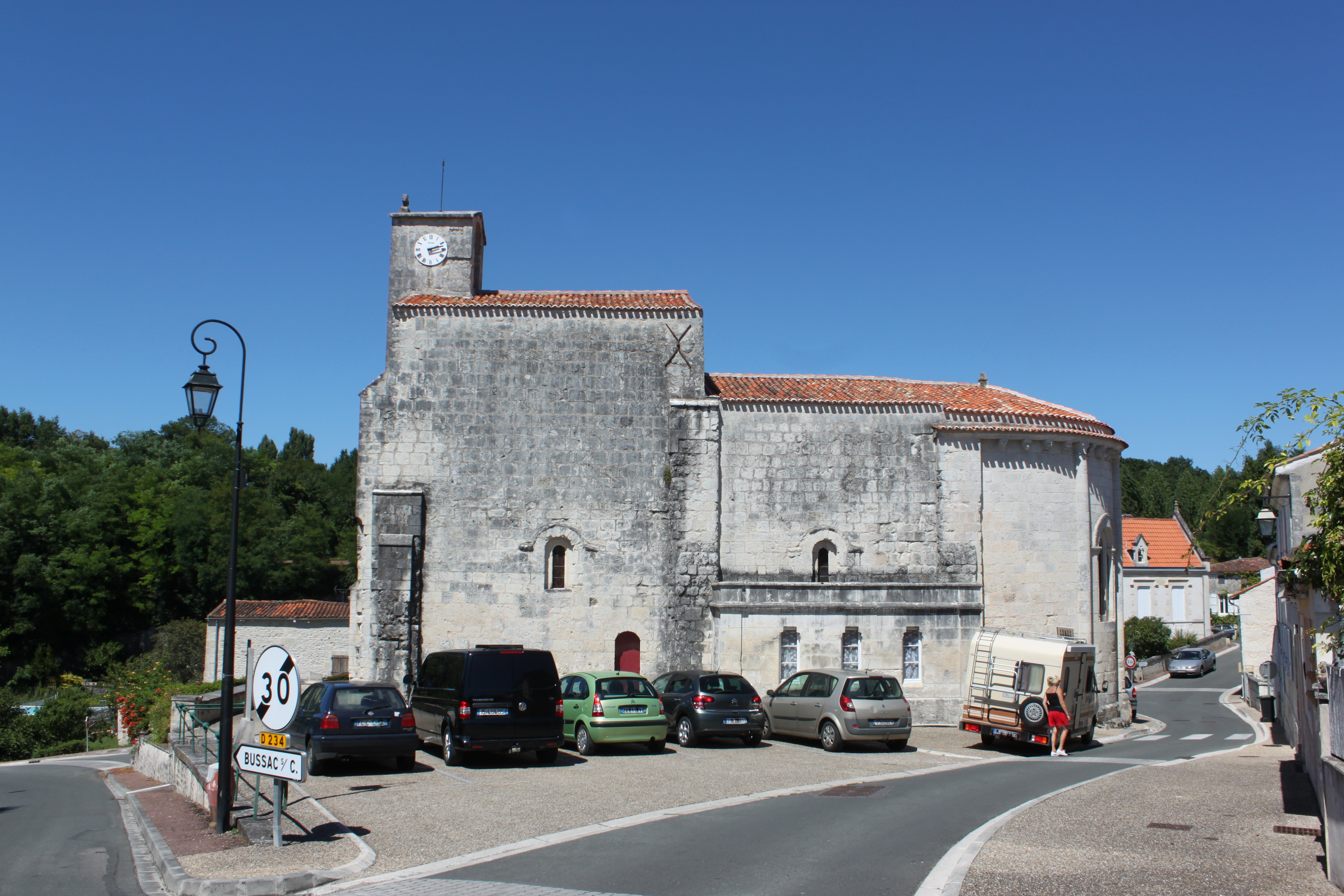
Vue est.

### Personnalités liées à la commune
- Anne Bert (1958-2017), écrivaine, y a vécu.

## Pour approfondir